# Mureksyd
Mureksyd – organiczny związek chemiczny, sól amonowa kwasu purpurowego, wykorzystywany w chemii analitycznej jako wskaźnik w miareczkowaniu kompleksometrycznym i fotometrycznym do oznaczania jonów wapnia i innych metali.
Jony metali, które mogą być oznaczane za pomocą mureksydu:
- metody kompleksometryczne: Ag, Ca, Co, Cu, Mn, Ni, Sc, Th i Zn
- metody fotometryczne: Ca, Cu i Sc